# Primetime Emmy Award du meilleur acteur dans un second rôle dans une série télévisée comique

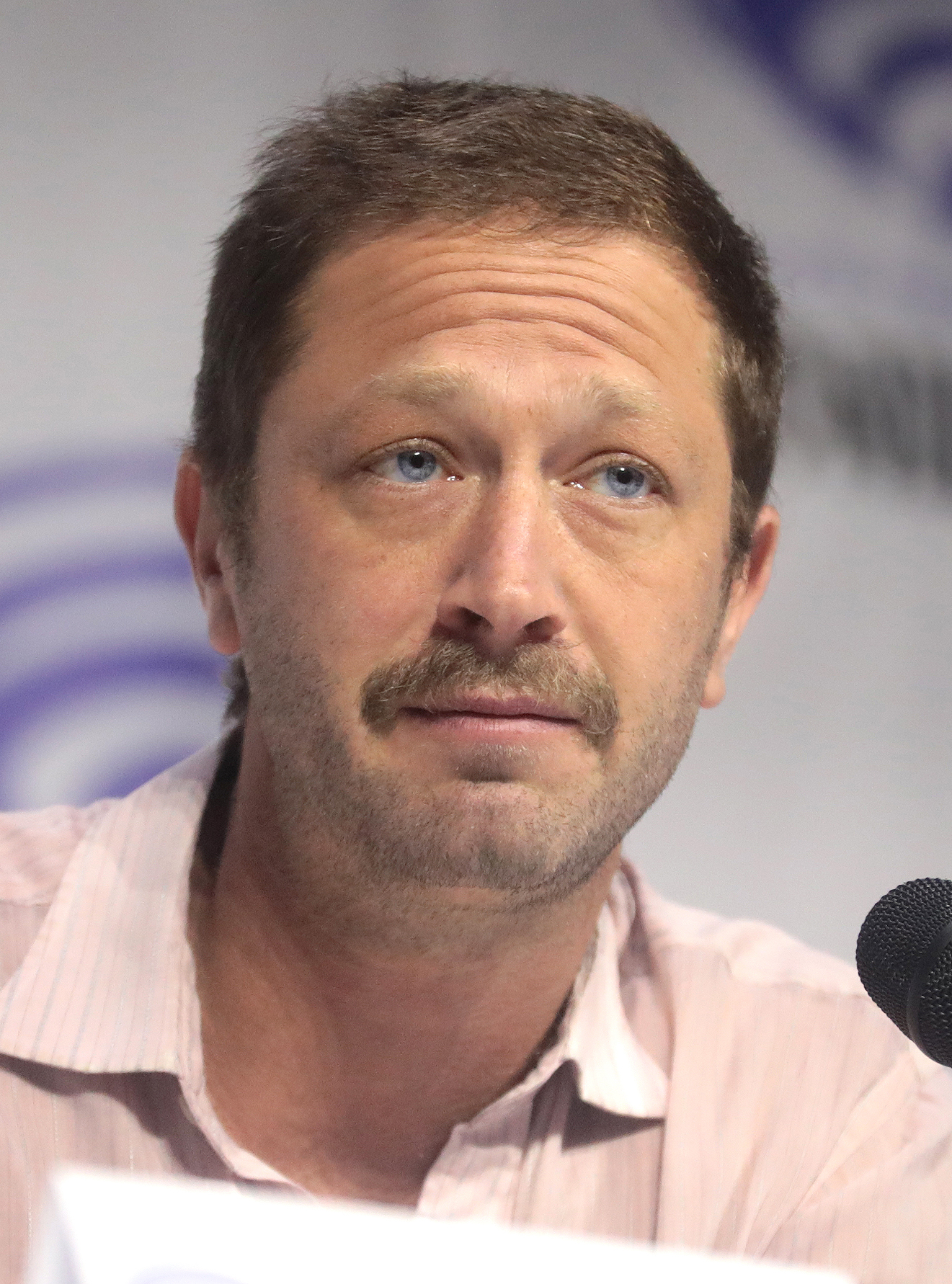
Ebon Moss-Bachrach au WonderCon 2019 à Anaheim, California.

Pour les articles homonymes, voir Emmy du meilleur acteur dans un second rôle.
Le Primetime Emmy Award du meilleur acteur dans un second rôle dans une série comique (Primetime Emmy Award for Supporting Actor in a Comedy Series) est une récompense de télévision remise depuis 1954 au cours de la cérémonie annuelle des Primetime Emmy Awards.

## Palmarès
Note : L'année indiquée est celle de la cérémonie. Les lauréats sont indiquées en tête de chaque catégorie et en caractères gras.

### Années 1950
- 1954 : Art Carney pour son rôle dans The Jackie Gleason Show
- 1955 : Art Carney pour son rôle dans The Jackie Gleason Show
- 1956 : Art Carney pour son rôle dans The Honeymooners
- 1957 : Carl Reiner pour son rôle dans Caesar's Hour
- 1958 : Carl Reiner pour son rôle dans Caesar's Hour
- 1959 : Tom Poston pour son rôle dans The Steve Allen Show

### Années 1960
- 1960 : aucune récompense
- 1961 : Don Knotts pour son rôle dans The Andy Griffith Show
- 1962 : Don Knotts pour son rôle dans The Andy Griffith Show
- 1963 : Don Knotts pour son rôle dans The Andy Griffith Show
- 1964 : aucune récompense
- 1965 : aucune récompense
- 1966 : Don Knotts pour son rôle dans The Andy Griffith Show
- 1967 : Don Knotts pour son rôle dans The Andy Griffith Show
- 1968 : Werner Klemperer pour son rôle dans Papa Schultz (Hogan's Heroes)
- 1969 : Werner Klemperer pour son rôle dans Papa Schultz (Hogan's Heroes)

### Années 1970
- 1970 : Michael Constantine pour son rôle dans Room 222
- 1971 : Ed Asner pour son rôle dans The Mary Tyler Moore Show
- 1972 : Ed Asner pour son rôle dans The Mary Tyler Moore Show
- 1973 : Ted Knight pour son rôle dans The Mary Tyler Moore Show
- 1974 : Rob Reiner pour son rôle dans All in the Family
- 1975 : Ed Asner pour son rôle dans The Mary Tyler Moore Show
- 1976 : Ted Knight pour son rôle dans The Mary Tyler Moore Show
- 1977 : Gary Burghoff pour son rôle dans M*A*S*H
- 1978 : Rob Reiner pour son rôle dans All in the Family
- 1979 : Robert Guillaume pour son rôle dans Soap

### Années 1980
- 1980 : Harry Morgan pour le rôle du Colonel Sherman Potter dans M*A*S*H
- 1981 : Danny DeVito pour le rôle de Louie DePalma dans Taxi
- 1982 : Christopher Lloyd pour le rôle du Révérend Jim Ignatowski dans Taxi
- 1983 : Christopher Lloyd pour le rôle du Révérend Jim Ignatowski dans Taxi
- 1984 : Pat Harrington Jr. pour le rôle de Dwayne Schneider dans Au fil des jours (One Day at a Time)
- 1985 : John Larroquette pour le rôle de Dan Fielding dans Night Court
- 1986 : John Larroquette pour le rôle de Dan Fielding dans Night Court
- 1987 : John Larroquette pour le rôle de Dan Fielding dans Night Court
- 1988 : John Larroquette pour le rôle de Dan Fielding dans Night Court
- 1989 : Woody Harrelson pour le rôle de Woody Boyd dans Cheers

### Années 1990
- 1990 : Alex Rocco pour le rôle d'Al Floss dans The Famous Teddy Z
- 1991 : Jonathan Winters pour le rôle de Gunny Davis dans Davis Rules
- 1992 : Michael Jeter pour le rôle de Herman Stiles dans Evening Shade
- 1993 : Michael Richards pour le rôle de Cosmo Kramer dans Seinfeld
- 1994 : Michael Richards pour le rôle de Cosmo Kramer dans Seinfeld
- 1995 : David Hyde Pierce pour le rôle du Dr Niles Crane dans Frasier
- 1996 : Rip Torn pour le rôle d'Arthur dans The Larry Sanders Show
- 1997 : Michael Richards pour le rôle de Cosmo Kramer dans Seinfeld
- 1998 : David Hyde Pierce pour le rôle du Dr Niles Crane dans Frasier
- 1999 : David Hyde Pierce pour le rôle du Dr Niles Crane dans Frasier

### Années 2000
- 2000 : Sean Hayes pour le rôle de Jack McFarland dans Will et Grace (Will & Grace)
  - Peter Boyle pour le rôle de Frank Barone dans Tout le monde aime Raymond (Everybody Loves Raymond)
  - Brad Garrett pour le rôle de Robert Barone dans Tout le monde aime Raymond (Everybody Loves Raymond)
  - Peter MacNicol pour le rôle de John Cage dans Ally McBeal
  - David Hyde Pierce pour le rôle du Dr Niles Crane dans Frasier
- 2001 : Peter MacNicol pour le rôle de John Cage dans Ally McBeal
  - Peter Boyle pour le rôle de Frank Barone dans Tout le monde aime Raymond (Everybody Loves Raymond)
  - Robert Downey Jr. pour le rôle de Larry Paul dans Ally McBeal
  - Sean Hayes pour le rôle de Jack McFarland dans Will et Grace (Will & Grace)
  - David Hyde Pierce pour le rôle du Dr Niles Crane dans Frasier
- 2002 : Brad Garrett pour le rôle de Robert Barone dans Tout le monde aime Raymond (Everybody Loves Raymond)
  - Peter Boyle pour le rôle de Frank Barone dans Tout le monde aime Raymond (Everybody Loves Raymond)
  - Bryan Cranston pour le rôle de Hal dans Malcolm (Malcolm in the Middle)
  - Sean Hayes pour le rôle de Jack McFarland dans Will et Grace (Will & Grace)
  - David Hyde Pierce pour le rôle du Dr Niles Crane dans Frasier
- 2003 : Brad Garrett pour le rôle de Robert Barone dans Tout le monde aime Raymond (Everybody Loves Raymond)
  - Peter Boyle pour le rôle de Frank Barone dans Tout le monde aime Raymond (Everybody Loves Raymond)
  - Bryan Cranston pour le rôle de Hal dans Malcolm (Malcolm in the Middle)
  - Sean Hayes pour le rôle de Jack McFarland dans Will et Grace (Will & Grace)
  - David Hyde Pierce pour le rôle du Dr Niles Crane dans Frasier
- 2004 : David Hyde Pierce pour le rôle du Dr Niles Crane dans Frasier
  - Peter Boyle pour le rôle de Frank Barone dans Tout le monde aime Raymond (Everybody Loves Raymond)
  - Brad Garrett pour le rôle de Robert Barone dans Tout le monde aime Raymond (Everybody Loves Raymond)
  - Sean Hayes pour le rôle de Jack McFarland dans Will et Grace (Will & Grace)
  - Jeffrey Tambor pour le rôle de George Bluth Sr. dans Arrested Development
- 2005 : Brad Garrett pour le rôle de Robert Barone dans Tout le monde aime Raymond (Everybody Loves Raymond)
  - Peter Boyle pour le rôle de Frank Barone dans Tout le monde aime Raymond (Everybody Loves Raymond)
  - Sean Hayes pour le rôle de Jack McFarland dans Will et Grace (Will & Grace)
  - Jeremy Piven pour le rôle d'Ari A. Gold dans Entourage
  - Jeffrey Tambor pour le rôle de George Bluth Sr. dans Arrested Development
- 2006 : Jeremy Piven pour le rôle d'Ari A. Gold dans Entourage
  - Will Arnett pour le rôle de Gob Bluth dans Arrested Development
  - Bryan Cranston pour le rôle de Hal dans Malcolm (Malcolm in the Middle)
  - Jon Cryer pour le rôle d'Alan Harper dans Mon oncle Charlie (Two and a Half Men)
  - Sean Hayes pour le rôle de Jack McFarland dans Will et Grace (Will & Grace)
- 2007 : Jeremy Piven pour le rôle d'Ari A. Gold dans Entourage
  - Jon Cryer pour le rôle d'Alan Harper dans Mon oncle Charlie (Two and a Half Men)
  - Kevin Dillon pour le rôle de Johnny Drama dans Entourage
  - Neil Patrick Harris pour le rôle de Barney Stinson dans How I Met Your Mother
  - Rainn Wilson pour le rôle de Dwight Schrute dans The Office
- 2008 : Jeremy Piven pour le rôle d'Ari A. Gold dans Entourage
  - Jon Cryer pour le rôle d'Alan Harper dans Mon oncle Charlie (Two and a Half Men)
  - Kevin Dillon pour le rôle de Johnny Drama dans Entourage
  - Neil Patrick Harris pour le rôle de Barney Stinson dans How I Met Your Mother
  - Rainn Wilson pour le rôle de Dwight Schrute dans The Office
- 2009 : Jon Cryer pour le rôle d'Alan Harper dans Mon oncle Charlie (Two and a Half Men)
  - Kevin Dillon pour le rôle de Johnny Drama dans Entourage
  - Jack McBrayer pour le rôle de Kenneth Parcell dans 30 Rock
  - Tracy Morgan pour le rôle de Tracy Jordan dans 30 Rock
  - Neil Patrick Harris pour le rôle de Barney Stinson dans How I Met Your Mother
  - Rainn Wilson pour le rôle de Dwight Schrute dans The Office

### Années 2010
- 2010 : Eric Stonestreet pour le rôle de Cameron Tucker dans Modern Family
  - Ty Burrell pour le rôle de Phil Dunphy dans Modern Family
  - Chris Colfer pour le rôle de Kurt Hummel dans Glee
  - Jon Cryer pour le rôle d'Alan Harper dans Mon oncle Charlie (Two and a Half Men)
  - Jesse Tyler Ferguson pour le rôle de Mitchell Pritchett dans Modern Family
  - Neil Patrick Harris pour le rôle de Barney Stinson dans How I Met Your Mother
- 2011 : Ty Burrell pour le rôle de Phil Dumphy dans Modern Family
  - Chris Colfer pour le rôle de Kurt Hummel dans Glee
  - Jon Cryer pour le rôle de Alan Harper dans Mon oncle Charlie (Two and a Half Men)
  - Jesse Tyler Ferguson pour le rôle de Mitchell Pritchett dans Modern Family
  - Ed O'Neill pour le rôle de Jay Pritchett dans Modern Family
  - Eric Stonestreet pour le rôle de Cameron Tucker dans Modern Family
- 2012 : Eric Stonestreet pour le rôle de Cameron Tucker dans Modern Family
  - Ty Burrell pour le rôle de Phil Dunphy dans Modern Family
  - Jesse Tyler Ferguson pour le rôle de Mitchell Pritchett dans Modern Family
  - Max Greenfield pour le rôle de Schmidt dans New Girl
  - Bill Hader pour plusieurs personnages dans Saturday Night Live
  - Ed O'Neill pour le rôle de Jay Pritchett dans Modern Family
- 2013 : Tony Hale pour le rôle de Gary Walsh dans Veep
  - Ty Burrell pour le rôle de Phil Dumphy dans Modern Family
  - Adam Driver pour le rôle d'Adam Sackler dans Girls
  - Jesse Tyler Ferguson pour le rôle de Mitchell Pritchett dans Modern Family
  - Bill Hader pour plusieurs personnages dans Saturday Night Live
  - Ed O'Neill pour le rôle de Jay Pritchett dans Modern Family
- 2014 : Ty Burrell pour le rôle de Phil Dumphy dans Modern Family
  - Fred Armisen pour plusieurs personnages dans Portlandia
  - Andre Braugher pour le rôle du capitaine Ray Holt dans Brooklyn Nine-Nine
  - Adam Driver pour le rôle d'Adam Sackler dans Girls
  - Tony Hale pour le rôle de Gary Walsh dans Veep
  - Jesse Tyler Ferguson pour le rôle de Mitchell Pritchett dans Modern Family
- 2015 : Tony Hale pour le rôle de Gary Walsh dans Veep
  - Andre Braugher pour le rôle du capitaine Ray Holt dans Brooklyn Nine-Nine
  - Tituss Burgess pour le rôle de Titus Andromedon dans Unbreakable Kimmy Schmidt
  - Ty Burrell pour le rôle de Phil Dunphy dans Modern Family ♕
  - Adam Driver pour le rôle d'Adam Sackler dans Girls
  - Keegan-Michael Key pour plusieurs personnages dans Key and Peele
- 2016 : Louie Anderson pour le rôle de Christine Baskets dans Baskets
  - Andre Braugher pour le rôle du capitaine Ray Holt dans Brooklyn Nine-Nine
  - Tituss Burgess pour le rôle de Titus Andromedon dans Unbreakable Kimmy Schmidt
  - Ty Burrell pour le rôle de Phil Dunphy dans Modern Family
  - Tony Hale pour le rôle de Gary Walsh dans Veep
  - Keegan-Michael Key pour le rôle de plusieurs personnages dans Key & Peele
  - Matt Walsh pour le rôle de Mike McLintock dans Veep
- 2017 : Alec Baldwin pour le rôle de Donald Trump dans Saturday Night Live
  - Louie Anderson pour le rôle de Christine Baskets dans Baskets
  - Tituss Burgess pour le rôle de Titus Andromedon dans Unbreakable Kimmy Schmidt
  - Ty Burrell pour le rôle de Phil Dunphy dans Modern Family
  - Tony Hale pour le rôle de Gary Walsh dans Veep
  - Matt Walsh pour le rôle de Mike McLintock dans Veep
- 2018 : Henry Winkler pour le rôle de Gene Cousineau dans Barry
  - Louie Anderson pour le rôle de Christine Baskets dans Baskets
  - Alec Baldwin pour le rôle de Donald Trump dans Saturday Night Live
  - Tituss Burgess pour le rôle de Titus Andromedon dans Unbreakable Kimmy Schmidt
  - Brian Tyree Henry pour le rôle de Alfred "Paper Boi" Miles dans Atlanta
  - Tony Shalhoub pour le rôle de Abe Weissman dans Mme Maisel, femme fabuleuse (The Marvelous Mrs. Maisel)
  - Kenan Thompson pour le rôle de plusieurs personnages dans Saturday Night Live

- 2019 : Tony Shalhoub pour le rôle d'Abe Weissman dans Mme Maisel, femme fabuleuse''
  - Alan Arkin pour le rôle de Norman Newlander dans La Méthode Kominsky
  - Anthony Carrigan pour le rôle de NoHo Hank dans Barry
  - Tony Hale pour le rôle de Gary Walsh dans Veep
  - Stephen Root pour le rôle de Monroe Fuches dans Barry
  - Henry Winkler pour le rôle de Gene Cousineau dans Barry

### Années 2020
- 2020 : Dan Levy pour le rôle de David Rose dans Schitt's Creek
  - Andre Braugher pour le rôle de Captain Raymond Holt dans Brooklyn Nine-Nine
  - William Jackson Harper pour le rôle de Chidi Anagonye dans The Good Place
  - Alan Arkin pour le rôle de Norman Newlander dans La Méthode Kominsky
  - Sterling K. Brown pour le rôle de Reggie dans Mme Maisel, femme fabuleuse
  - Tony Shalhoub pour le rôle de Abe Weissman dans Mme Maisel, femme fabuleuse
  - Mahershala Ali pour le rôle de Sheikh Malik dans Ramy
  - Kenan Thompson pour plusieurs rôles dans Saturday Night Live

- 2021 : Brett Goldstein pour le rôle de Roy Kent dans Ted Lasso
  - Carl Clemons-Hopkins pour le rôle de Marcus Vaughan dans Hacks
  - Kenan Thompson pour les rôles de multiples personnages dans Saturday Night Live
  - Bowen Yang pour les rôles de multiples personnages dans Saturday Night Live
  - Brendan Hunt pour le rôle de Coach Beard dans Ted Lasso
  - Nick Mohammed pour le rôle de Nathan Shelley dans Ted Lasso
  - Jeremy Swift pour le rôle de Higgins dans Ted Lasso
  - Paul Reiser pour le rôle de Martin dans La Méthode Kominsky

- 2022 : Brett Goldstein pour le rôle de Roy Kent dans Ted Lasso
  - Anthony Carrigan pour le rôle de NoHo Hank dans Barry
  - Toheeb Jimoh pour le rôle de Sam Obisanya dans Ted Lasso
  - Nick Mohammed pour le rôle de Nathan Shelley dans Ted Lasso
  - Tony Shalhoub pour le rôle de Abe Weissman dans Mme Maisel, femme fabuleuse
  - Tyler James Williams pour le rôle de Gregory Eddie dans Abbott Elementary
  - Henry Winkler pour le rôle de Gene Cousineau dans Barry
  - Bowen Yang pour plusieurs rôles dans Saturday Night Live

- 2023 : Ebon Moss-Bachrach pour le rôle de Richard Jerimovich dans The Bear
  - Anthony Carrigan pour le rôle de NoHo Hank dans Barry
  - Phil Dunster pour le rôle de Jamie Tartt dans Ted Lasso
  - Brett Goldstein pour le rôle de Roy Kent dans Ted Lasso
  - James Marsden pour son propre rôle dans Jury Duty
  - Tyler James Williams pour le rôle de Gregory Eddie dans Abbott Elementary
  - Henry Winkler pour le rôle de Gene Cousineau dans Barry

- 2024 : Ebon Moss-Bachrach – The Bear
  - Lionel Boyce – The Bear
  - Paul W. Downs – Hacks
  - Paul Rudd – Only Murders in the Building
  - Tyler James Williams – Abbott Elementary
  - Bowen Yang – Saturday Night Live

## Statistiques

### Nominations multiples
11 : David Hyde Pierce
9 : Harry Morgan
8 : Ty Burrell
7 : Jason Alexander, Ed Asner, Peter Boyle, Gary Burghoff, Sean Hayes
6 : Jon Cryer, Ted Knight, Jeffrey Tambor, Rip Torn, George Wendt
5 : Jesse Tyler Ferguson, William Frawley, Brad Garrett, Tony Hale, Woody Harrelson, Werner Klemperer, Don Knotts, Rob Reiner, Michael Richards
4 : Andre Braugher, Tituss Burgess, Art Carney, Danny DeVito, Paul Ford, Gale Gordon, Neil Patrick Harris, John Larroquette, Jeremy Piven, Tom Poston, Carl Reiner, Jerry Van Dyke
3 : Louie Anderson, Nicholas Colasanto, Bryan Cranston, Kevin Dillon, Adam Driver, Michael Jeter, Steve Landesberg, Peter MacNicol, Ed O'Neill, Peter Scolari, McLean Stevenson, Eric Stonestreet, Rainn Wilson
2 : Alan Arkin, Alec Baldwin, Chris Colfer, Michael Constantine, Charles Durning, Max Gail, Kelsey Grammer, Bill Hader, Howard Hesseman, Keegan-Michael Key, Christopher Lloyd, John Mahoney, John Ratzenberger,Tony Shalhoub, David Ogden Stiers, Kenan Thompson, Abe Vigoda, Matt Walsh

### Récompenses multiples
5 : Don Knotts
4 : John Larroquette, David Hyde Pierce
3 : Ed Asner, Art Carney, Brad Garrett, Jeremy Piven, Michael Richards
2 : Ty Burrell, Tony Hale, Werner Klemperer, Ted Knight, Christopher Lloyd, Carl Reiner, Rob Reiner, Eric Stonestreet